# Мастер Захариус
«Мастер Захариус, или часовщик погубивший свою душу» (фр. Maître Zacharius ou l'horloger qui avait perdu son âme) — рассказ Жюля Верна 1854 года. Романтическое фэнтези вторит произведениям Гофмана и отражает фаустовскую трагедию изобретателя, чьё бахвальство приводит к его падению.

## Сюжет
На небольшом острове посреди Роны, недалеко от Женевы живут часовщик мастер Захариус, его дочь Жеранда, ученик Обер Тун и пожилая служанка Схоластика. Захариусом восхищаются во Франции и Германии за мастерство и изобретение анкерного спуска. Однажды все изготовленные Захариусом часы останавливаются один за другим. Не в силах исправить их или выяснить причину поломки он тяжело заболевает из-за душевных страданий. Жеранда и Обер заботятся о мастере, проникаясь взаимной симпатией.
Неожиданно в городе появляется странный незнакомец, похожий на симбиоз старика и антропоморфные часы. Чужак насмехается над изобретениями Захариуса и предрекает ему скорую смерть, на что Захариус отвечает: «Я, мастер Захариус, не могу умереть, ибо я — Распорядитель времени! Оно кончится только вместе со мной! … Нет, я никогда не умру, как и Создатель этой Вселенной, покорный собственным законам! Я стал ему равным и разделил с ним всё его могущество! Мастер Захариус создал время, а Бог сотворил вечность!». Незнакомец предлагает раскрыть Захариусу тайну поломки часов в обмен на руку Жеранды. Захариус отказывается, и незнакомец исчезает.
Недовольные клиенты продолжали приносить сломанные часы, и самочувствие Захариуса ухудшилось. Однажды утром Захариус пропал. Жеранда и Обер догадались, что мастер отправился на поиски единственных не возвращённых из-за поломки часов, проданных Питтоначчо в замок в Андернатт. Обер, Жеранда и Схоластика отправляются следом. Часы представляли собой старую романскую церковь, показывающую каждый час дня одно из добродетельных предписаний, и продолжали работать. Путники встретили того самого странного незнакомца, который назвался синьором Питтоначчо.
Обезумевший Захариус соглашается на предложение Питтоначчо отдать дочь ему в жёны против её воли, надеясь обрести бессмертие. Часы бьют каждый час, но прежние изречения сменились заявлениями научного высокомерия: «Должно вкушать плоды с древа познания», «Человек может стать равным Богу», «Человек обязан быть рабом науки и ради неё пожертвовать всем». В полночь, когда должен был быть заключён брак, часы сломались, появился новый завет: «Кто попытается стать равным Богу, тот будет проклят на веки вечные!». Часы треснули, пружина выскочила и поскакала по комнате. Захариус бросился за нею со словами «Моя душа! Моя душа!». Питтоначчо схватил пружину и провалился сквозь землю. Захариус умирает на месте. Обер и Жеранда возвращаются в Женеву, где живут долгие годы, молясь о душе мастера Захариуса.

## Публикации
Рассказ был впервые напечатан в апреле-мае 1854 года в журнале «Musée des familles». Позже его перепечатал Пьер-Жюль Этцель в сборнике «Причуда доктора Окса» (1874), в рамках серии «Необыкновенные путешествия».
В варианте 1874 года автор переработал рассказ — «одержимый гордыней старик не склоняет головы перед Святыми дарами». Причины такого изменения финала предполагаются разные: К. Хеллинг считает, что это результат эволюции религиозных взглядов автора; Шено полагает, что на варианте 1854 года отразилось благомыслие редакции «Мюзе» — журнала, который и напечатал рассказ. Внук писателя Жан Жюль-Верн по этому поводу пишет, что «…готов думать, что в 1874 году Жюль Верн уже не разделял религиозных взглядов отца».

## Адаптации
В 1961 году «Мастер Захариус» показывался как одночасовой телевизионный спектакль «Грозный Часовой человек» для Шоу Ширли Темпл. Роль Захариуса исполнил Сэм Джаффе, а Ширли Темпл — роль Жеронд.
В том же году в «Альфред Хичкок представляет» транслировалась адаптация «Изменённое сердце», срежиссированная поклонником творчества Жюля Верна Робертом Флори. Сюжет был изменён, но сохранился фаустовский подтекст оригинала.
Опера «Мэтр Захариус» Жана-Мари Курти впервые была исполнена в Opéra-Studio de Genève в Бонвиле, Париже и Женеве в 2008 году.